# Uniono por la Linguo Internaciona Ido
La Uniono por la Linguo Internaciona Ido (in lingua italiana Unione per la Lingua Internazionale Ido) è stata l'organizzazione principale del movimento idista.
Era stata fondata ad Amsterdam, nei Paesi Bassi, il 31 luglio 1910. Aveva come principali funzioni la diffusione della lingua artificiale, organizzare le conferenze annuali, dove i parlanti di Ido si riuniscono, e la pubblicazione della rivista Progreso (Progresso), che ha avuto inizio nel 1908 con Louis Couturat, uno dei fondatori del movimento. Si è sciolta alla fine del 2015 per inattività e mancate elezioni per il rinnovo del direttivo.
La conferenza del 2005 si è svolta a Tolosa, in Francia, dal 23 al 27 settembre.